# Plaines de Barbezières à Gourville
Plaines de Barbezières à Gourville este o arie protejată (arie de protecție specială avifaunistică — SPA) din Franța întinsă pe o suprafață de 8.108 ha, integral pe uscat.

## Localizare
Centrul sitului Plaines de Barbezières à Gourville este situat la coordonatele 45°52′43″N 0°04′21″W / 45.87861°N 0.0725°V.

## Înființare
Situl Plaines de Barbezières à Gourville a fost declarat arie de protecție specială avifaunistică în baza directivei 79/409 din 1979 referitoare la conservarea păsărilor sălbatice pentru a proteja 22 de specii de animale.

## Biodiversitate
Situată în ecoregiunea atlantică, aria protejată nu include niciun habitat protejat.
La baza desemnării sitului se află mai multe specii protejate de  păsări (22): fluierar de munte (Actitis hypoleucos), rață mare (Anas platyrhynchos), gâscă cenușie (Anser anser), fâsă-de-câmp (Anthus campestris), stârc cenușiu (Ardea cinerea), pasărea ogorului (Burhinus oedicnemus), caprimulg (Caprimulgus europaeus), Charadrius morinellus, erete de stuf (Circus aeruginosus), erete vânăt (Circus cyaneus), erete cenușiu (Circus pygargus), presură de grădină (Emberiza hortulana), șoim de iarnă (Falco columbarius), șoim călător (Falco peregrinus), sfrâncioc roșiatic (Lanius collurio), ciocârlie de pădure (Lullula arborea), gaia neagră (Milvus migrans), culic mare (Numenius arquata), viespar (Pernis apivorus), ploier auriu (Pluvialis apricaria), spârcaci (Tetrax tetrax), nagâț (Vanellus vanellus)
Pe lângă speciile protejate, pe teritoriul sitului au mai fost identificate 21 de specii de păsări.